# Sinagoga Kehila Kedosha Yashan
La sinagoga Kehila Kedosha Yashan è un luogo di culto degli ebrei Romanioti nella città di Giannina in Grecia.
La sinagoga è collocata nella culla della cultura Romaniota, Giannina, nella parte fortificata di città vecchia conosciuta come "Kastro", al 16 di via Iounstinianou. Il suo nome è nel linguaggio yevanico, e significa "la Vecchia Sinagoga". Fu costruita nel 1829, molto probabilmente sulle rovine di un'antica sinagoga. La sua architettura è tipica dell'era dell'Impero ottomano, un'ampia costruzione realizzata in pietra.  L'interno della sinagoga è realizzato nel tipico stile romaniota: la Bimah (dove i rotoli della Torah vengono letti durante il servizio) è posta su una predella rialzata nel muro occidentale, l'Aron Kodesh (dove i rotoli della Torah sono riposti) è nel muro orientale e nel mezzo si trova una vasta navata. I nomi degli ebrei di Giannina che furono uccisi nell'Olocausto sono incisi nella pietra dei muri della sinagoga.